# بخش مرکزی شهرستان سمنان
بخش مرکزی شهرستان سمنان یکی از بخش‌های شهرستان سمنان در استان سمنان ایران است.

## تقسیمات کشوری
- بخش مرکزی شهرستان سمنان
  - دهستان حومه
  - دهستان لاسگرد

شهرها: سمنان

## جمعیت
بنابر سرشماری مرکز آمار ایران، جمعیت بخش مرکزی شهرستان سمنان در سال ۱۳۸۵ برابر با ۱۴۰٬۵۱۲ نفر بوده است.